# Pseudorthodes imora
Pseudorthodes imora là một loài bướm đêm trong họ Noctuidae.